# Cortez-Kaiserfisch
Der Cortez-Kaiserfisch (Pomacanthus zonipectus, Syn.: Euxiphipops striatus) lebt im östlichen Pazifik vom Golf von Kalifornien bis nach Peru über Sandböden in Tiefen von sechs bis 33 Metern. Während die ausgewachsenen Fische paarweise oder in kleinen Gruppen leben, sind die Jungfische territoriale Einzelgänger.
Die Fische ernähren sich von hauptsächlich von Schwämmen, daneben werden Manteltiere, Moostierchen, Hydrozoen, Krebstiere, Fischlaich und Algen verzehrt. Jungfische betätigen sich als Putzerfische.
Cortez-Kaiserfische laichen von der Mitte des Sommers bis zum frühen Herbst, Jungfische sieht man meist von August bis November.

## Merkmale

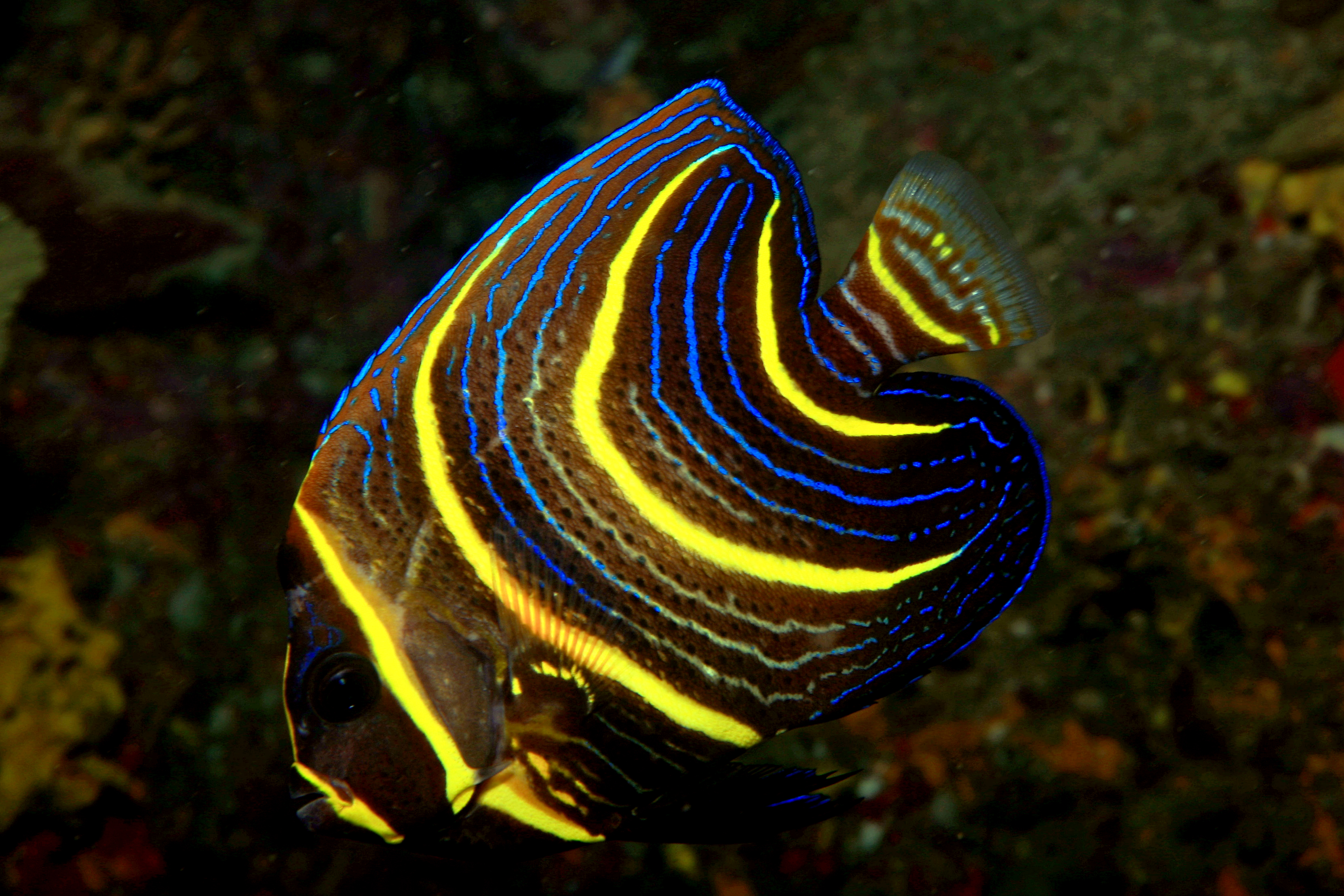
Jungfisch

Cortez-Kaiserfische werden bis zu 46 Zentimeter lang. Ihre Grundfärbung ist braungrau, der Hinterleib dunkler. Das Zentrum jeder Schuppe ist dunkler als deren Randbereich. Der Kopf ist dunkel blaugrau, Nacken, Kehle und Brustflossen lehmbraun bis ockerfarben. Zwei dunkelgraue Querbänder ziehen sich  direkt hinter dem Kopf über den Vorderkörper. Der obere Rand der Rückenflosse ist blau.
Die Jungfische tragen, wie die vieler Kaiserfischjunge, ein völlig anderes Farbkleid. Sie sind dunkelbraun, fast schwärzlich. Sichelförmige Querbinden, sechs gelbe und mehrere sehr schmale blaue,
ziehen über Kopf, Flanken und Schwanzwurzel.